# Hypoidantrieb

Hypoidantrieb

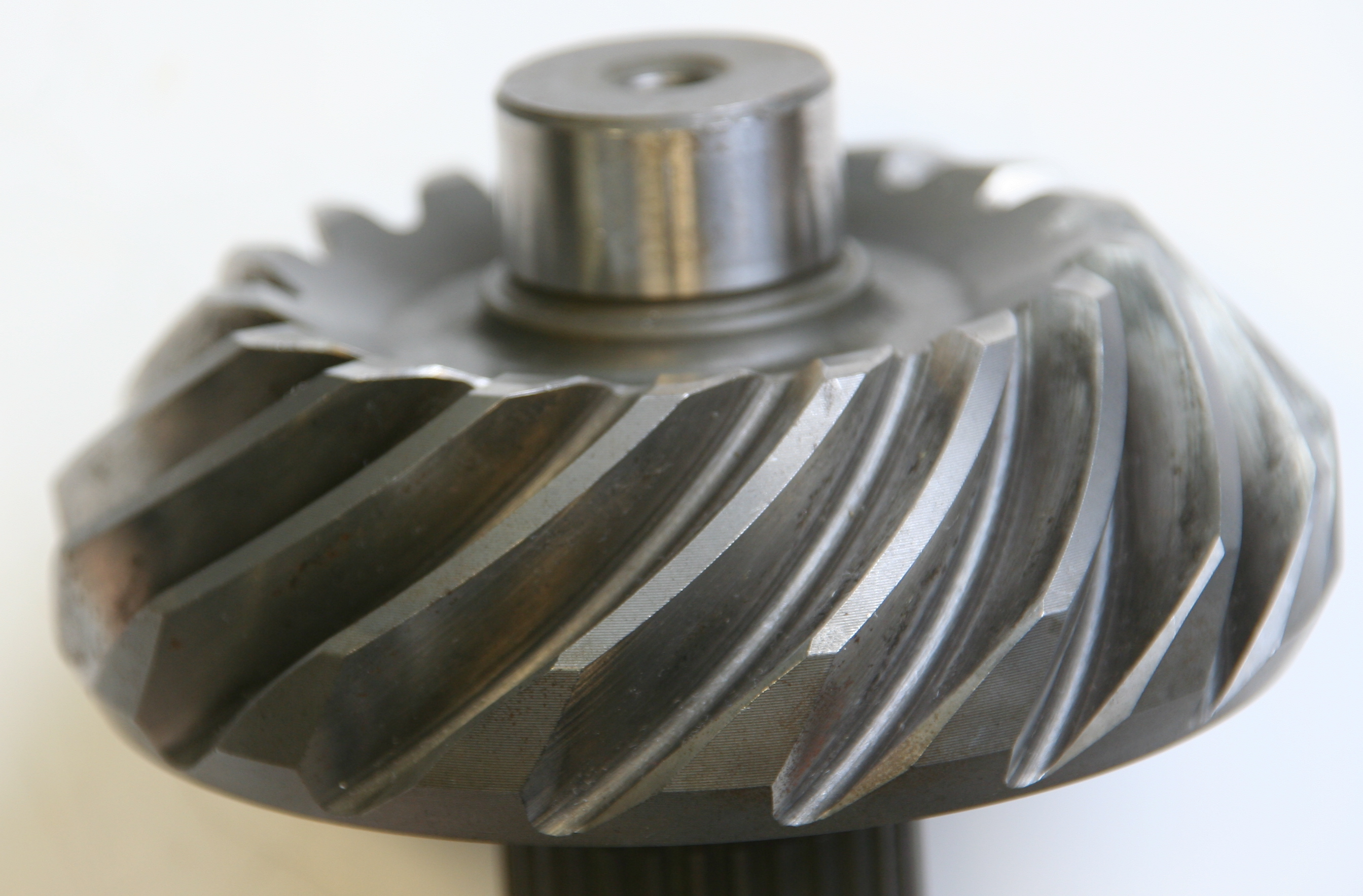
Bogenverzahntes Antriebszahnrad eines Hypoidgetriebes

Der Hypoidantrieb (auch Hypoidgetriebe) ist eine Abwandlung des Kegelradgetriebes. Im Gegensatz zum normalen Kegelradantrieb sind hier die Achsen von Antriebs- und Tellerrad versetzt, schneiden sich also nicht.
Durch den Achsversatz wird das in der Regel treibende Ritzel, der Triebling – bei unveränderter Größe des in der Regel getriebenen Tellerrades – größer oder kleiner, je nachdem, ob der Achsversatz positiv oder negativ ist. Ein positiver Achsversatz hat nicht nur einen Durchmesserzuwachs des Ritzels zur Folge, sondern auch eine Vergrößerung des Spiralwinkels und der Sprungüberdeckung. Dadurch erhöhen sich die Laufruhe und die Belastbarkeit bei gleichzeitiger Platzersparnis. Aus diesen Gründen eignet sich der Hypoidantrieb besonders als Achsantrieb im Differentialgetriebe für alle Kraftfahrzeuge, bei denen die Achse über eine Kardanwelle (Längswelle) angetrieben wird, dazu zählen vor allem Fahrzeuge mit Frontmotor und Hinterachsantrieb (fast alle LKW, einige PKW). Durch den Achsversatz wird die gesamte Kardanwelle tiefergelegt. Dadurch sinkt der Schwerpunkt des Fahrzeuges geringfügig ab, und im Bereich des Unterbodens bleibt mehr Platz, um z. B. den Kardantunnel flacher zu gestalten oder den Platz für die Abgasanlage zu nutzen. 
Neben der Abwälzbewegung der Zähne entsteht aber als Folge der Achsversetzung auch eine für Zahnräder unerwünschte Gleitbewegung. Dies stellt erhöhte Anforderungen an die Materialqualität und erfordert in der Regel Getriebeöl mit speziellen Additiven (Hypoidöle) zur Schmierung. Das Tellerrad ist im Gegensatz zu anderen Zahnrädern nicht gerad- oder schräg-, sondern bogenverzahnt, wodurch die Herstellung zusätzlich verteuert wird.